# Endless Summer
Endless Summer – singel Oceany, który został wybrany przez UEFA oficjalnym hymnem Mistrzostw Europy w Piłce Nożnej 2012 odbywających się w Polsce i na Ukrainie. Piosenka miała swoją premierę w Polsce 21 maja 2012, natomiast 4 maja 2012 została wydana w formacie digital download na iTunes.

## Informacje ogólne
Utwór jest oficjalnym hymnem mistrzostw Europy w piłce nożnej 2012 – na płycie znajduje się wersja podstawowa, jak i również liczne remixy Endless Summer. Singel promuje płytę artystki „My House”, wydaną 22 czerwca 2012 nakładem wytwórni płytowej Warner Music. Autorką piosenki jest sama Oceana.

## Teledysk
Wideoklip do piosenki „Endless Summer” powstał m.in. w Warszawie – w okolicach Stadionu Narodowego i na Starym Mieście – lecz w ujęciach zobaczymy nie tylko Warszawę, ale też resztę miast w której odbędą się mecze. Oprócz Oceany w obrazie występują kibice piłki nożnej z całej Polski.

## Formaty i listy utworów singla
| Lp.              | Tytuł                                   | Czas |
| ---------------- | --------------------------------------- | ---- |
| CD Singiel       |                                         |      |
| 1.               | „Endless Summer”                        | 3:29 |
| 2.               | „Endless Summer” Single Instrumental    | 3:31 |
| 3.               | „Endless Summer” Video Version          | 3:11 |
| 4.               | „Endless Summer” Remady Remix           | 3:33 |
| 5.               | „Endless Summer” Remady Extended Mix    | 5:15 |
| Digital Download |                                         |      |
| 1.               | „Endless Summer” Single Mix             | 3:29 |
| 2.               | „Endless Summer” Video Version          | 3:11 |
| 3.               | „Endless Summer” Extended Version       | 4:52 |
| 4.               | „Endless Summer” CJ Stone Remix         | 5:55 |
| 5.               | „Endless Summer” CJ Stone Stone         | 3:29 |
| 6.               | „Endless Summer” Bodybangers Remix      | 4:52 |
| 7.               | „Endless Summer” Bodybangers Remix Edit | 3:22 |
| 8.               | „Endless Summer” Remady Remix           | 3:33 |
| 9.               | „Endless Summer” Remady Extended Mix    | 5:15 |
| 10.              | „Endless Summer” Single Instrumental    | 3:30 |

## Pozycje na listach przebojów
| Notowanie (2012)                        | Najwyższa pozycja |
| --------------------------------------- | ----------------- |
| Austria (Ö3 Austria Top 40)             | 17                |
| Belgia (Flandria) (Ultratop 50 Singles) | 34                |
| Belgia (Wallonia) (Ultratip 50 Singles) | 33                |
| Czechy (Singles Digital – Top 100)      | 34                |
| Grecja (Digital Songs)                  | 8                 |
| Holandia (Single Top 100)               | 93                |
| Niemcy (Top 100 Singles)                | 5                 |
| Polska (AirPlay – Top)                  | 1                 |
| Rumunia (Romanian Top 100)              | 31                |
| Szwajcaria (Singles Top 100)            | 6                 |
| Ukraina (Airplay Chart)                 | 15                |
| Ukraina (Singles Chart)                 | 26                |
| Węgry (Rádiós Top 40 játszási lista)    | 13                |
| Włochy (FIMI)                           | 2                 |